# Ngarchelong
Ngarchelong – jeden ze stanów w Palau. Według danych z 2011 liczy 488 mieszkańców.